# Maltahöhe

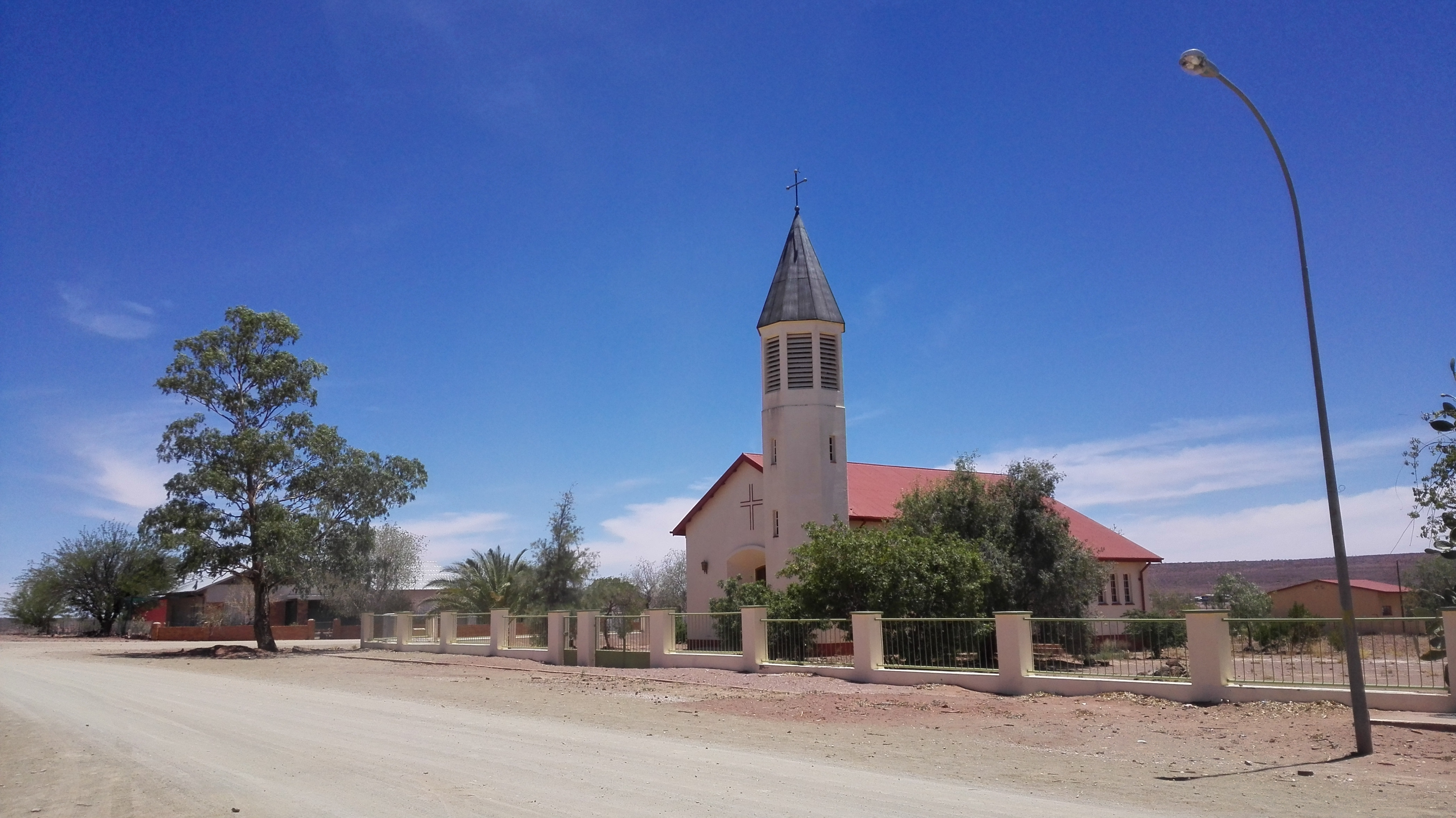
Deutsche Evangelisch-Lutherische Kirche in Maltahöhe (2017)

Maltahöhe ist ein Dorf in der Region Hardap in Namibia mit 3464 Einwohnern (Stand 2023).
Der Ort liegt etwa 110 Kilometer westlich von Mariental an der Hauptstraße C19. Sein Name stammt von dem Bezirkshauptmann Henning von Burgsdorff, der hier 1895 eine Polizeistation der deutschen Kolonialverwaltung leitete und den Ort nach seiner Frau Malta benannte. Offiziell wurde das Dorf 1899 gegründet.

## Wirtschaft
Das Städtchen ist Zentrum der für Namibia wichtigen Karakul-, Schaf- und kommerziellen Ziegennzucht und dient im Übrigen der Versorgung der umliegenden Farmen. Beliebter Treffpunkt im Ort für die Farmer und die meist nur durchreisenden Touristen ist die Bar im Maltahöhe-Hotel. Das Hotel wurde 1907 gegründet und ist damit eigener Aussage nach das älteste durchgehend in Betrieb befindliche Landhotel Namibias. Unweit des Ortes liegt das Schloss Duwisib.

## Kommunalpolitik
Bei den Kommunalwahlen 2020 wurde folgendes amtliche Endergebnis ermittelt.
| Partei | Stimmen | Sitze |
| ------ | ------- | ----- |
| LPM    | 685     | 3     |
| SWAPO  | 330     | 2     |

## Bildungseinrichtungen
- Daweb Junior Secondary School
- Nabasib Primary School
- Rev. P. A. Schmidt Primary School